# 阿瓦隆的迷雾
《阿瓦隆的迷雾》（英語：The Mists of Avalon）是玛丽昂·齐默·布拉德利所著的一部奇幻小说。内容以亚瑟王传说中的摩根勒菲为轴心，描述中世纪女性土著信仰的伤感、爱情与荣誉的传奇故事。
该小说以摩根勒菲回忆录的写作手法进行展开描述，以她的视角来描述影响着她人生的所有事物：卡美洛皇后桂妮薇儿，姨母摩高斯，湖中妖女领导人薇薇安以及卡美洛王朝那个黑暗时期的兴盛与衰败，并且描述在那个以男人为社会的世界中一直不断地追寻着即将逝去的母系力量。该书以女性的立场为主题，最终在四位仙女将奄奄一息的亚瑟王带向即将消失在迷雾中的古老母神信仰之地—阿瓦隆时，也意味着以男性为中心的世界即将从世界中消失。该书既有野性也有乱伦的篇章，并将历史与传说合二为一。

## 叙述人物
由於作者奠基於傳說和歷史做出改寫，因此當中人物關係可能與其他傳說或者改寫的版本不同。
- 摩根妮（Morgaine） - 阿瓦隆最后的女祭司。伊格赖因与康沃尔公爵的女儿。
- 尤瑟·潘德拉根（Uther Pendragon） - 卡美洛王朝的前代国王，亚瑟王的父亲。
- 伊格赖因（Igraine） - 卡美洛王朝的前代皇后，曾是康沃尔公爵的妻子。
- 康沃尔（Gorlois） - 摩根妮的父亲。后来战死于沙场，其妻子后来成为卡美洛的皇后。
- 亚瑟王（King Arthur） - 伊格赖因与尤瑟的儿子，是摩根妮同母异父的弟弟。
- 桂妮薇儿（Guinevere） - 卡美洛的皇后，亚瑟的妻子。与兰斯洛特爵士有着不可告人的奸情。
- 兰斯洛特爵士（Lancelet） - 圆桌骑士中的一员。是湖中妖女薇薇安的儿子与摩根妮的初恋情人。他是众女巫倾心的对象，并与多名女巫发生关系并留下后代。
- 莫德雷德（Mordred） - 亚瑟王与摩根妮的儿子，后来推翻了亚瑟所统治的卡美洛王朝。
- 摩高斯（Morgause） - 伊莱恩与薇薇安的姐妹。也是亚瑟王的亲姨母，协助摩根妮与莫德雷德推翻卡美洛王朝。
- 薇薇安（Viviane） - 阿瓦隆的大祭司。
- 尼妙（Nimue） - 兰斯洛特与伊莱恩的美丽女儿，也是薇薇安的外孙女。
- 妮妮安妮（Niniane） - 先知塔里辛的女儿，是摩高斯同母异父的姐妹。
- 高文（Gawaine） - 圆桌骑士中的一员。是兰斯洛特与摩高斯的儿子。
- 加拉哈德（Galahad） - 兰斯洛特与伊莱恩的儿子。

## 迷你电视剧
迷你电视剧改编自该小说，并与该小说同名为《阿瓦隆的迷雾》。于2001年7月在美国TNT电视台首播。也是以摩根勒菲的回忆为中心展开。全剧共8集。
剧集标题
1. 伊格赖因与尤瑟（Igraine and Uther）
2. 摩根妮被領到阿瓦隆（Morgaine is taken to Avalon）
3. 亚瑟加冕（Arthur is crowned）
4. 莫德雷德诞生（Mordred is born）
5. 摩根妮重返卡美洛（Morgaine returns to Camelot）
6. 莫德雷德偷听到了他的继承权（Mordred learns of his birthright）
7. 卡美洛的傾覆（The downfall of Camelot）
8. 一个新的轮回（A new incarnation）